# Alanis Morissette
Alanis Nadine Morissette (Ottawa, 1 de junio de 1974) es una cantante, guitarrista, compositora, productora y actriz canadiense, con gran trayectoria musical y éxito desde los años 1990.
Su tesitura es la de una mezzosoprano, y se ha posicionado como una de las cantantes de mayores ventas de la historia, debido en gran parte a su tercer álbum Jagged Little Pill, que alcanzó alrededor de 33 millones de copias vendidas en todo el mundo convirtiéndose en uno de los álbumes más vendidos en la historia por una artista femenina y uno de los álbumes más exitosos de todos los tiempos. El álbum además, fue incluido en la Lista de los 500 Mejores Álbumes de la Historia según la revista Rolling Stone. A lo largo de su carrera ha sido galardonada con siete Premios Grammy, incluyendo Álbum del año en 1996 y dieciséis premios Juno. En el 2002 la ONU le otorgó el premio  «Global Tolerance Award» por su «gran labor en promover la tolerancia».
Alanis ha vendido más de 60 millones de discos en todo el mundo.

## Biografía

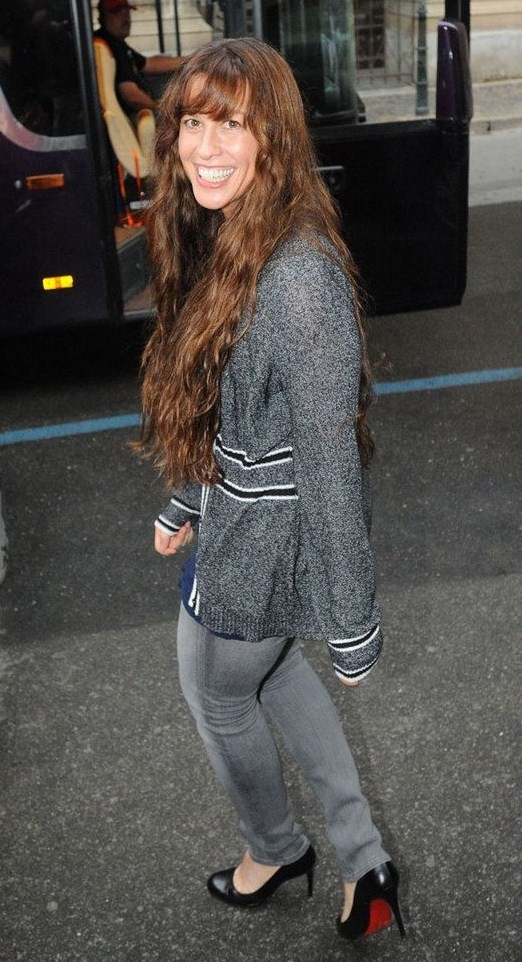
Alanis Morissette en Praga.

Alanis Nadine Morissette Feuerstein nació en Ottawa, Canadá, el 1 de junio de 1974. Es hija de dos profesores de una escuela militar: Alan Morissette, de origen franco-canadiense, y Georgia Feuerstein, de origen judeo-húngaro. Tiene dos hermanos, uno mellizo, llamado Wade, y otro mayor llamado Chad.
De pequeña le gustaba el ballet y la música, y a los seis años comenzó a tomar clases de piano. A los once años participó en una emisión de televisión para niños llamado You can't do that on television, de Nickelodeon. Ese mismo año escribió su primera canción, posteriormente lanzada como sencillo: «Fate stay with me», producido con el dinero ganado en el programa de TV.
Morissette grabó su primera demo llamada Fate Stay with Me, producida por Lindsay Thomas Morgan en Toronto, dirigida por Rich Dodson de la banda de rock clásico canadiense, Los Stampeders.

## Carrera musical

### 1991–1992:AlanisyNow is The Time
En 1991 MCA Records Canada lanzó el álbum debut de Morissette, Alanis, únicamente en Canadá. Morissette coescribió cada canción del álbum con su productor, Leslie Howe. El álbum fue certificado disco de platino, y su primer sencillo, "Too Hot", alcanzó los veinte primeros puestos en RPM. Sus sencillos siguientes "Walk Away" y "Feel Your Love" ingresaron al top 40 de su país. La popularidad de Morissette, por su estilo de música y su apariencia, en particular su cabello, la llevó a ser conocida como la Debbie Gibson de Canadá;. Sus comparaciones con Tiffany también fueron comunes. Durante el mismo período, Morissette estuvo presente en los opening de los conciertos del rapero Vanilla Ice. Morissette fue nominada tres veces en 1992 a los Juno Awards.
En 1992, lanzó su segundo álbum de estudio, Now Is the Time, que incluía baladas y letras más reflexivas. Morissette coescribió varias de las canciones del álbum con su productor, Leslie Howe y con Serge Côté. Al igual que su antecesor, fue lanzado solo en Canadá y produjo los sencillos "An Emotion Away", "No Apologies" y "(Change Is) Never a Waste of Time". Fue un fracaso comercial, sin embargo, supuso una venta de un poco más de la mitad de las copias de su primer álbum. Tras esto, Morissette finaliza su contrato con MCA Records Canada.

### 1993-1997:Jagged Little Pill
Morissette debutaría mundialmente con Jagged Little Pill. De este álbum, con bases de música pop post-grunge, guitarras distorsionadas, baterías de pop y programaciones, surgió su primer sencillo: «You Oughta Know».
Si bien con dicho sencillo se esperaba alcanzar ventas de apenas 250.000 copias, «You Oughta Know», comenzó a escucharse en las radios y discotecas de EE. UU. y el sencillo superó los 20 millones de copias, lo cual llevó a que MTV comenzara a pasar el vídeo de la canción sin parar. Posteriormente llegarían «All I Really Want» y «Hand in My Pocket», y más tarde su mayor éxito: «Ironic». La expresividad de su música despertó elogios por una parte de la crítica y dio lugar a un movimiento de seguidores repartidos por varios países.
Obtuvo varios premios, entre ellos 4 Grammys: Álbum del año, Mejor álbum Rock, Mejor Interpretación femenina de Rock y Mejor canción de Rock. Además se alzó con tres premio Billboard al igual que discos de platino en varios países, y el disco de diamante por haber superado los 10 millones de copias en EE. UU. (16 millones en la actualidad).
Con los lanzamientos del quinto y sexto sencillo, «You Learn» y «Head over Feet», Jagged little pill logró mantenerse dentro de los primeros 10 puestos del Top 200 de la Billboard por más de un año.
Morissette a la edad de 21 años ya había superado las 32 millones de copias vendidas y realizó una gira mundial con más de 300 presentaciones. Gracias a esto, Jagged Little Pill logró posicionarse como el 12.° álbum más vendido de la historia y el segundo álbum más vendido de la historia por parte de una artista femenina solo superada por Come On Over de Shania Twain.
El éxito de Morissette es considerado como el disparador del crecimiento de muchas artistas femeninas, comoTracy Bonham, Meredith Brooks, Patti Rothberg, Avril Lavigne y Pink.
Al terminar la gira, Morissette viajó a la India donde, entre otras lugares, visitó el hospital de la Madre Teresa de Calcuta. En su viaje también obtuvo la inspiración necesaria para la grabación del nuevo álbum. A su retorno, colaboró en los nuevos álbumes de Dave Matthews Band y Ringo Starr, participó en el festival por la liberación del Tíbet y formó parte de la banda de sonido de la película City of Angels, con la canción «Uninvited», que le llevó a ganar 2 premios Grammy más.

### 1998-2001:Supposed Former Infatuation JunkieyAlanis Unplugged
En noviembre de 1998 salió a la venta su cuarto álbum: Supposed Former Infatuation Junkie. El disco presentaba un estilo  roquero, post-grunge y más introspectivo, que se servía en sus nuevas canciones de arreglos orquestales, bases electrónicas, pianos y sintetizadores, y mostraba una inclinación por los sonidos folk y orientales. En este álbum, además de la armónica, Morissette tocó el piano y la flauta.
Algunos de sus sencillos alcanzaron nuevamente los primeros puestos de las listas de éxitos: «Thank U» y «So Pure». Otros de los sencillos editados fueron «Unsent» y «Joining You».
Si bien no alcanzó el éxito de su predecesor, Jagged Little Pill, el álbum vendió aproximadamente 9 millones de copias alrededor del mundo.
Durante 1999 Morissette estuvo de gira, fue invitada a participar en el 30.º aniversario del Festival de Woodstock y dedicó también parte de su tiempo a participar en la película Dogma, interpretando a Dios, y haciendo una aparición en la banda sonora de la película con la canción «Still». También colaboró en el proyecto The Prayer Cycle, de Jonathan Elias.
A finales de 1999, Morissette editó un álbum acústico, Alanis Unplugged, que presentaba un recorrido íntimo por su producción adulta. Incluía también algunas canciones nuevas como «No Pressure Over Cappuccino» y la versión de The Police «King of Pain», todo ante el público reunido en la Academia de Música de Nueva York.
El mismo contaba también con una destacada versión acústica de «That I Would Be Good», y se centraba en su voz y en sus arreglos musicales. Formó parte de la serie de conciertos de MTV, MTV Unplugged, y fue lanzado días después de que la cadena musical MTV televisara el show. Posteriormente el video de la mencionada «That I Would Be Good» entraría en rotación habitual de dicho canal musical.

### 2002-2003:Under Rug SweptyFeast on Scraps
En 2002 llegó Under Rug Swept, álbum conformado por canciones compuestas y producidas totalmente por Morissette, sin la habitual colaboración de Glen Ballard, quien produjo sus primeros dos álbumes.
Once canciones escogidas por ella misma entre los 30 temas que había escrito (de los cuales 25 llegaron a grabarse), incluyeron los sencillos «Hands Clean», «Precious Illusions», «Flinch» y «Surrendering». Contó con las colaboraciones de figuras como Flea (Red Hot Chilli Peppers), Dean DeLeo (Stone Temple Pilots) y Eric Avery (Jane's Addiction). Me'shell Ndegeocello participó también tocando el bajo en «You Owe Me Nothing in Return» y «So Unsexy».
El álbum exploró realidades más crudas, con las letras explícitas de las que siempre ha hecho gala la cantante en sus canciones. «Hands clean» debutó en el número 1 del Billboard 200 chart, recibiendo gran protagonismo en las radios de EE. UU. El álbum vendió más de 4 millones de copias, y Morissette obtuvo por él un premio Juno como Productor del año. La gira mundial de presentación del nuevo álbum quedó reflejada en el documental Feast on scraps.
Feast on Scraps salió a la venta en diciembre de 2002 en una edición especial doble compuesta por un CD con canciones inéditas y un DVD con imágenes exclusivas de la gira.
En el primer CD había canciones grabadas pero no incluidas en Under Rug Swept, como «Purgatorying», «Simple Together», «Sister Blister» y una versión acústica del éxito «Hands Clean». En el segundo CD se encontraban extractos de la gira del álbum Under Rug Swept, incluyendo imágenes de los recitales y el backstage de los mismos. El álbum obtuvo un premio como DVD del año en la entrega de premios Juno.

### 2004-2006:So-Called Chaos y Jagged Little Pill Acoustic
En 2004 Morissette regresó con un nuevo trabajo bajo el brazo: So-Called Chaos. El mismo reunió 10 canciones con letras menos contestatarias que años atrás y ciertamente más poéticas, si bien contenía momentos de rock. Se observó también una faceta experimental, desarrollando desde melodías dance hasta influencias de la música hindú. Sus sencillos editados fueron «Everything», «Out Is Through» y «Eight Easy Steps». Debutó en el número 1 del Billboard 200 chart y «Everything» alcanzó los primeros puestos del Adult Top 40. Posteriormente un remix de «Eight easy steps» alcanzaría el top ten del Hot dance music/club play chart.
Para evitar problemas de censura con las radios, los ejecutivos de Maverick Records solicitaron que en la canción de difusión masiva de «Everything» se colocara la palabra «nightmare» (pesadilla) en lugar de «asshole» (estúpido). Sin embargo en el video musical de MTV se podía apreciar la versión original. Ese mismo año Morissette colaboró con la banda de sonido de la película De-Lovely, con la canción «Let's Do It, Let's Fall in Love».
Para conmemorar el décimo aniversario del lanzamiento de Jagged Little Pill, Morissette llevó a cabo una serie de conciertos acústicos reinterpretando los temas de su álbum más exitoso. Con la base del material recolectado en los mismos, se lanzó Jagged Little Pill Acoustic a principios de 2005. Este álbum recreó la totalidad de canciones de su original, esta vez en formato acústico. El sencillo de este álbum fue «Hand in My Pocket» en versión acústica.
Para promocionar el mismo, Morissette salió de gira por teatros pequeños, con la intención de mantener la intimidad y mística del álbum acústico. Simultáneamente, fue galardonada con el honor de ser representada con una estrella en el paseo de la fama de Canadá.
Ese mismo año, la productora Disney le solicitó a Morissette que compusiera una canción para la banda de sonido de The Chronicles of Narnia: The Lion, the Witch and the Wardrobe, a estrenarse a finales de ese año. Morissette accedió, y escribió «Wunderkind», por la que tuvo una candidatura a los premios Globos de Oro, en la categoría Mejor canción.
En noviembre de 2005, Maverick Records y Morissette decidieron lanzar The Collection, un álbum recopilatorio de grandes éxitos, que incluye también algunos nuevos aportes. El mismo fue promocionado con el video de la canción «Crazy», versión del éxito que hiciera famoso Seal a principios de los años 1990. La canción formó parte de la banda sonora de la película The Devil Wears Prada, y logró alcanzar los primeros puestos del Adult Top 40.
El álbum incluyó también una selección de sus canciones más reconocidas, como «Ironic», «You Oughta Know» o «Hand in My Pocket». También se pueden encontrar las canciones pertenecientes a bandas sonoras como «Uninvited» (City of Angels), «Still» (Dogma) y «Let's Do It, Let's Fall in Love» (De-Lovely). Como dato extra incluyó un videoclip inédito, de la canción «King of Intimidation», del álbum Supposed Former Infatuation Junkie, que no vio la luz en aquellos días, pero se pudo ver parcialmente en este álbum.

### 2007-2010:Flavors of Entanglement

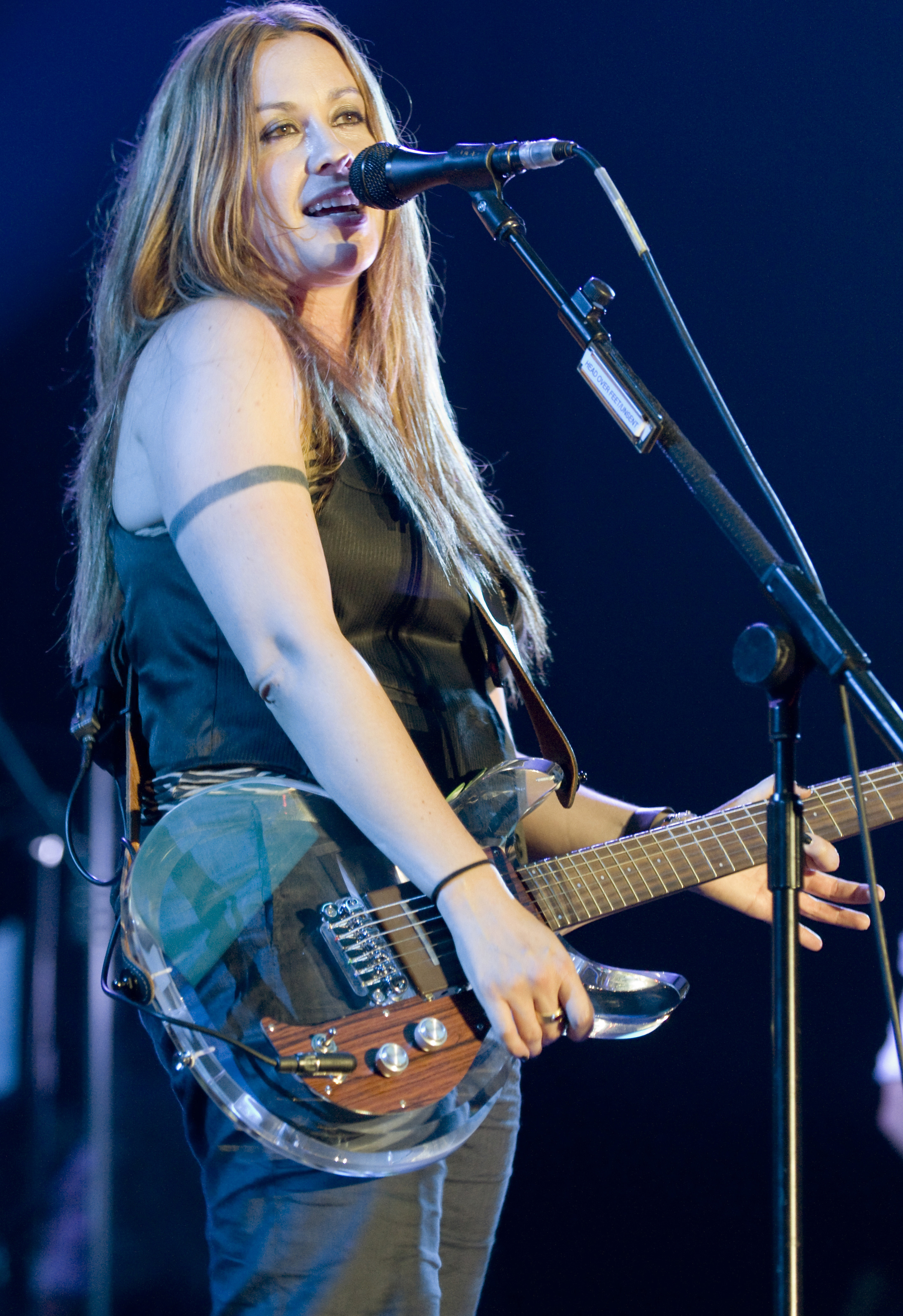
Alanis Morissette durante una presentación en Barcelona.

En septiembre de 2007 Alanis declaró en una entrevista haber escrito 25 nuevas canciones, de las cuales habría seleccionado 11, con el objetivo de lanzar un nuevo álbum: Flavors of Entanglement.
El álbum fue lanzado al mercado a mediados de 2008, y contó con dos ediciones: la estándar, que contenía once canciones, y la de lujo, que contaba con un CD adicional con cinco canciones más. Las fechas exactas del lanzamiento fueron: 30 de mayo en Alemania, 2 de junio internacionalmente, 4 de junio en Japón y 10 de junio en Estados Unidos.
La primera canción filtrada fue «Underneath», en el festival de cine Elevate Festival en septiembre de 2007. El segundo tema filtrado fue un clip de «Not as We» en la serie House M. D., que duraba alrededor de un minuto. Pero no fue hasta fines de mayo cuando se filtró la canción completa al igual que todo el álbum, a días de su lanzamiento oficial.
Tras el lanzamiento Alanis comenzó la gira promocional del mismo, partiendo desde Europa y continuando por Estados Unidos y Sudamérica. Previamente, entre los meses de enero y marzo de 2008, formó parte de la gira de Matchbox 20, que comenzó en Hollywood y finalizó en Las Vegas.
En referencia a los sencillos del álbum, el primero resultó ser «Underneath». El segundo tuvo dos versiones diferentes: para Europa fue «In Praise of the Vulnerable Man», y para EE. UU. fue «Not as We», incluyendo este último un vídeo musical.
Flavors of Entanglement fue premiado como el mejor álbum pop de 2009 en los premios Juno, el equivalente canadiense a los Grammys.
El 22 de mayo de 2011, Alanis publicó una nueva canción en su cuenta de SoundCloud, titulada «Into a King», la canción fue publicada con motivo de celebración del primer año de matrimonio con Mario Treadway, la canción fue producida por Alanis y Guy Sigsworth.

### 2011-2016:Havoc and Bright Lights

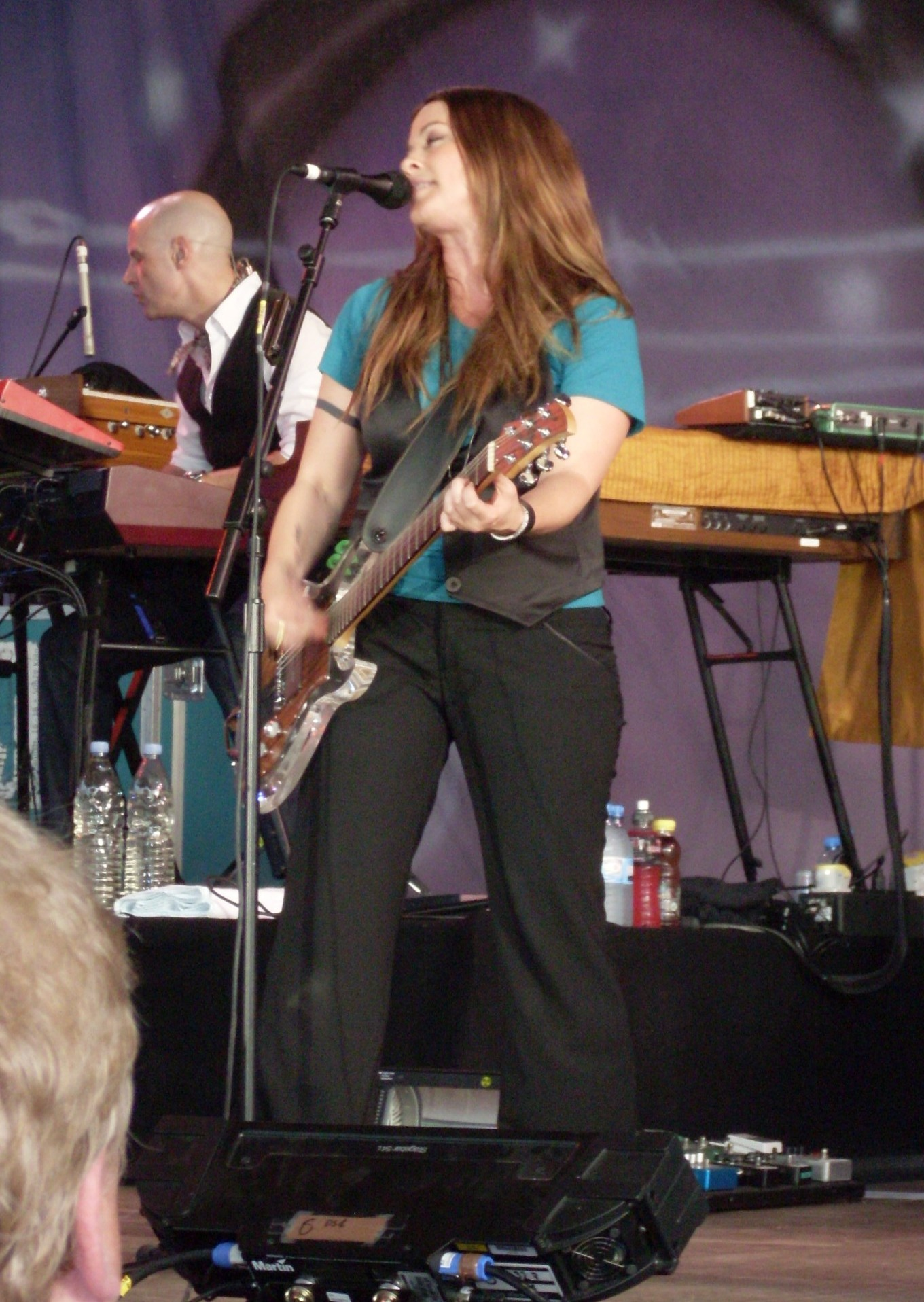
Alanis Morissette en Colonia (2008).

El 20 de noviembre de 2011, Morissette apareció en la entrega de los American Music Awards. Cuando se le preguntó acerca de la posibilidad de un nuevo álbum, dijo que había grabado un promedio de trece canciones, y que el álbum probablemente se lanzaría un año después.
El 2 de mayo de 2012, Morissette reveló a través de su cuenta de Facebook que su octavo álbum de estudio, titulado Havoc and Bright Lights, sería publicado en agosto de ese mismo año por el sello "Collective Sounds". El mismo día, Billboard especificó que la fecha de lanzamiento sería el 28 de agosto y reveló que constaría de doce canciones. El sencillo principal del disco, "Guardian", fue lanzado en iTunes el 15 de mayo de 2012, y logró radiodifusión cuatro días antes. El sencillo no obtuvo mucha repercusión en Norteamérica, quedando fuera del top 40 en Canadá. Sin embargo, en algunos países de Europa fue bien recibido.

### 2017-presente:Such Pretty Forks in the Road
A mediados de 2017, comenzó a trabajar en su próximo material de estudio. En agosto de 2017, en el podcast de Anna Faris Unqualified, Morissette reveló el nombre de una nueva canción llamada «Reckoning». A principios de octubre de 2017, en su propio podcast, detalló una nueva canción llamada  «Diagnosis», en la que describe la depresión posparto. Más tarde, en un concierto tributo a Linkin Park en honor a Chester Bennington, fue invitada a interpretar «Castle of Glass» y una nueva canción suya llamada «Rest». En marzo de 2018, hizo una vista previa de otra nueva canción del álbum llamada «Ablaze», dedicada a sus hijos.
En agosto de 2019, reveló que estaba trabajando con Alex Hope y Catherine Marks en su próximo álbum aún sin título. Meses después confirmó oficialmente el álbum Such Pretty Forks in the Road en diciembre de 2019, a su vez estrenó «Reasons I Drink» y la canción «Smiling» durante una presentación en el Teatro Apollo de la ciudad de Nueva York el 2 de diciembre.
A principios de 2020, aparece en el álbum Manic de Halsey con el tema «Alanis 'Interlude». El 5 de febrero de 2020, reveló que su próximo álbum fue mezclado por Chris Dugan. El 16 de abril de 2020, Morissette anunció que el álbum sería pospuesto para una fecha posterior debido a la pandemia de COVID-19. También confirmó que el tercer sencillo del álbum sería «Diagnosis». El álbum Such Pretty Forks in the Road fue publicado el 31 de julio de 2020.

## Voz

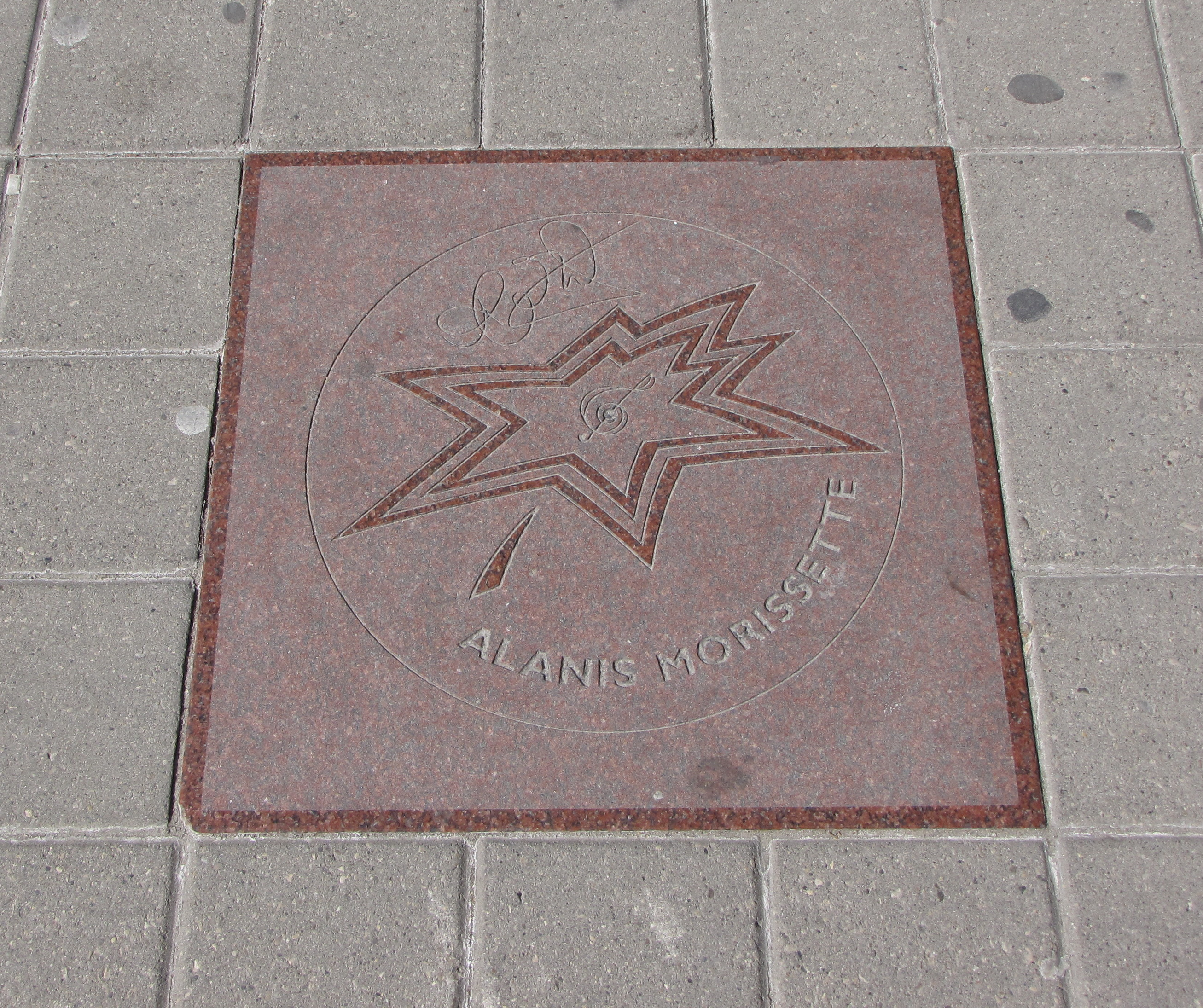
Estrella de Alanis en el paseo de la fama de Canadá.

La voz de Alanis Morissette está considerada como mezzosoprano ligera con una extensión vocal de 2 octavas y media (C3-F#5). Alanis sorprendió después de usar su gran potencial en su disco Flavors of Entanglement, en el que alcanza una de las notas más bajas y altas de toda su carrera.
Notas más graves:
- «In Praise  of the Vulnerable Man» (C3),
- «Versions of Violence» (C#3),
- «Straitjacket» (D3),
- «You Oughta Know» (E3),
- «Narcissus» (E3),
- «Citizen of the Planet» (F3),
- «Can't Not» (en vivo) (F3) - Yahoo Music Awards, 1999.

Notas más agudas en voz de pecho:
- «Hands Clean» (C5),
- «Underneath» (D5),
- «Crazy» (Eb5),
- «Perfect» (Eb5),
- «That Particular Time» (E5),
- «Forgiven» (E5),
- «Thank U» (D5),
- «All I Really Want» (F#5)

Notas más agudas en voz de cabeza:
- «Your Congratulations» (G#5),
- «Giggling Again For No Reason» (A5),
- «A Man» (Bb5),
- «Tapes» (C#6),
- "Mary Jane» - (versión acústica) - (Eb6), Live In Red Bank NJ 2014
- «Not the Doctor» (en vivo) - (Eb6) - Budokan Hall, Japón 1999.

Notas más largas:
- «Is a Warm Gun» (Live Cover, The Beatles)1999 - 18 segundos
- «Mary Jane» (versión acústica) - 21 segundos

## Vida privada
Entre 1991 y 1992 Morissette mantuvo una relación sentimental con el actor Dave Coulier, protagonista de la serie televisiva Full House. A Coulier se le atribuye informalmente ser el protagonista de la letra de «You Oughta Know», si bien Morissette jamás lo ha confirmado.
Durante 1996 Morissette fue pareja del cantante Ryan Adams, con quien coescribió la canción «1974». En 1998 Morissette comenzó una relación con Dash Mihok, quien aparece junto a ella en el video de la canción «So Pure». Esta relación terminó antes de que ella empezara su gira de verano en 2001.
En 2002 comenzó su noviazgo más duradero con el actor Ryan Reynolds. En junio de 2004, Morissette y Reynolds anunciaron su compromiso. Sin embargo, en julio del 2006, la revista People informó de que la pareja se había separado, a pesar de que ninguno de los dos confirmó esta noticia. En febrero del 2007, la pareja mutuamente decidió disolver su compromiso.
En febrero de 2005, Morissette obtuvo la nacionalidad estadounidense, manteniendo su nacionalidad canadiense. Entre 2007 y 2009 mantuvo una relación con el abogado Tom Ballanco, conocido por ser el abogado de Woody Harrelson, amigo de Alanis.
El 22 de mayo de 2010, Morissette se casó con el rapero Mario "Souleye" Treadway en una ceremonia privada de en su casa de Los Ángeles. Tienen tres hijos; Ever Imre Morissette-Treadway (nacido el 25 de diciembre de 2010), Onyx Solace Morissette-Treadway (nacida el 23 de junio de 2016) y Winter Mercy Morissette-Treadway (nacido el 8 de agosto de 2019).
Morissette reveló en el documental Jagged que al inicio de su carrera sufrió abusos sexuales por parte de varios hombres siendo ella aún menor de edad.

## Discografía

### Álbumes de estudio
- 1991 Alanis
- 1992 Now is the Time
- 1995 Jagged Little Pill
- 1998 Supposed Former Infatuation Junkie
- 2002 Under Rug Swept
- 2004 So-Called Chaos
- 2008 Flavors of Entanglement
- 2012 Havoc and Bright Lights
- 2020 Such Pretty Forks in the Road
- 2022 The Storm Before the Calm

### Bandas sonoras
- City of Angels (1998) - «Uninvited»
- Dogma (1999) - «Still»
- De Lovely (2004) - «Let's Do It, Let's Fall in Love»
- The Chronicles of Narnia: The Lion, the Witch and the Wardrobe (2005) - «Wunderkind»
- House MD 4x03 "97 seconds (2007) - «Not as we»
- Prince of Persia (2010) - «I remain»
- The Way (2010) - «Thank U»

## Filmografía
- You can't do that on television (1986) (en televisión)
- Just one of the girls (1993)
- Malhação (cameo) (1996)
- South Park (1998) (en televisión)
- Dogma (1999)
- Los monólogos de la vagina (1999)
- Sex and the City (1999) (en televisión)
- Class Dismissed (2001)
- Curb Your Enthusiasm (2002) (en televisión)
- The Exonerated (2003) (en televisión)
- De-Lovely (2004)
- Fuck (2005)
- Degrassi: The Next Generation (2005) (en televisión)
- Nip/Tuck (2006) (en televisión)
- Head-Case (2007)
- 14 Women (2007)
- Rosie Live (2008)
- Weeds (2009) (en televisión)
- Radio Free Albemuth (2010)
- Sensitive The Untold Story (2015)